# 馬霊
馬 霊（ば れい）は、中国の小説で四大奇書の一つである『水滸伝』に出てくる登場人物。
第97回から110回まで登場する田虎配下の統軍大将。喬冽の弟子である道士で、妖術や一日で千里を走る神行法を会得している。渾名は神駒子（しんくし）で、戦いの時には額に妖眼が出現するため小華光（しょうかこう）とも呼ばれた。金磚（きんせん）の使い手としても百発百中の腕前を誇る。

## 生涯
初登場は、晋寧の守将であった田虎の弟田彪が梁山泊軍の盧俊義に敗れ威勝に逃げ戻り、続けざまに馬霊自身の師匠でもある喬道清が守る昭徳城が宋軍に囲まれているとの報を受けた田虎が、その対策のため文武諸官を招集し協議を図った場面でのことである。この時、石礫の使い手である女将瓊英を養女に持つ国舅鄔梨が昭徳への出陣を奏上したが、それと同時に馬霊も自ら軍を率いて盧俊義に奪われた汾陽奪回のため出陣することを、田虎に願い出た。
盧俊義に敗れ敗走する汾陽の守将であり、田虎のもう一人の弟である田豹の敗残兵と合流した馬霊は、汾陽城を守る盧俊義と向かい合い、緒戦でこそ自らの術を利して、雷横、鄭天寿、楊雄、石秀、焦挺、鄒淵、鄒潤、龔旺、丁得孫、石勇ら多くの好漢に手傷を負わせる活躍を見せるが、それに恐れをなした盧俊義が籠城策に出たことで、戦線は膠着状態に陥る。そしてその間に、宋江の元より公孫勝と喬道清が汾陽城の援軍として派遣されたことで形成は逆転する。師である喬道清すら破った公孫勝の強大な法力の前には馬霊もなす術もなく、大敗を喫した馬霊は得意の神行法を使い逃亡を図る。梁山泊軍側でこれを追ったのは、同じく神行法の使い手である戴宗であったが、一日に八百里を走る戴宗といえど一日で千里を走る馬霊には及ばず、一時は戴宗を振り切ることに成功するも、その行く先で出くわした魯智深に捕えられてしまう。その後、盧俊義に縛めを解かれ、懇ろに扱われた馬霊は梁山泊軍に降伏する。戴宗には自らの千里を行く神行法を伝授し、共に伝令役などの役割を担うことになる。
田虎が滅び、引き続き王慶討伐を梁山泊軍が朝廷から命じられた際も従軍し活躍するが、王慶との戦いの最中に喬道清の友である孫安が病死し、傷心の師と共に馬霊は梁山泊を辞去する。その後は二仙山に上り、羅真人の弟子となって天寿を全うした。